# باري فاربر
باري فاربر (بالإنجليزية: Barry Farber)‏ هو ناقد رأي ‏ وصحفي أمريكي، ولد في 5 مايو 1930 في بالتيمور في الولايات المتحدة.